# Cirò Marina

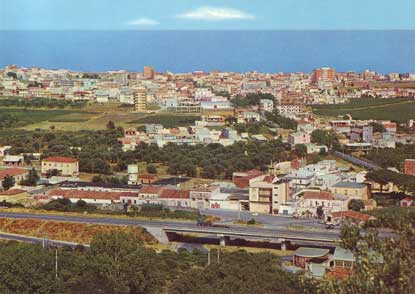
Die Gemeinde in den 1990´er

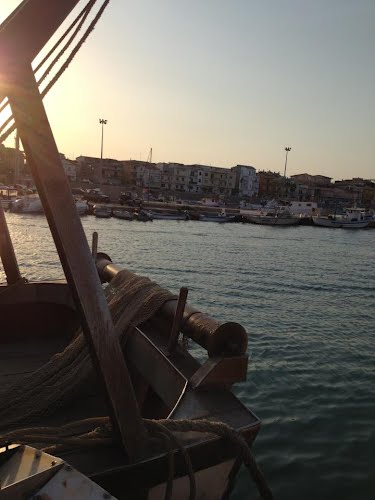
Der Ort vom Meer aus gesehen

Cirò Marina ist eine italienische Gemeinde in der Provinz Crotone in der Region Kalabrien mit 14.127 Einwohnern (Stand 31. Dezember 2023).
Sie liegt 37 km nördlich von Crotone und 122 km östlich von Cosenza.

## Geographie
Der Ort erstreckt sich entlang der Küste des Ionischen Meeres zwischen dem Fluss Lupuda und dem Kap Punta Alice. Dieser markante Punkt wurde in der Antike von den Griechen ausgewählt, um einen Apollon-Tempel zu errichten, von dem nur noch die Fundamente erhalten sind.
Die Nachbarorte sind Cirò und Melissa.

### Verkehr
Der Ort wird von der Strada Statale 106 Jonica, die von Reggio Calabria nach Tarent führt, durchquert.
Cirò Marina liegt an der Bahnstrecke Reggio Calabria – Tarent.

## Geschichte
Cirò Marina wurde erst 1952 selbständig, nachdem es aus Cirò ausgemeindet wurde.

## Bevölkerungsentwicklung
| Jahr      | 1861  | 1881  | 1901  | 1921  | 1936  | 1951  | 1971   | 1991   | 2001   |
| --------- | ----- | ----- | ----- | ----- | ----- | ----- | ------ | ------ | ------ |
| Einwohner | 1.495 | 1.639 | 2.720 | 3.856 | 5.150 | 7.294 | 10.369 | 14.113 | 13.987 |

Quelle: ISTAT

## Politik
Nicodemo Parrilla (Bürgerliste) wurde im Mai 2006 zum Bürgermeister gewählt.

### Partnerstädte
- Lonate Pozzolo, Lombardei
- Supino, Latium, seit 2007

## Wirtschaft
Cirò Marina wird wirtschaftlich durch den Tourismus und die Meersalzgewinnung geprägt.

## Kulinarische Spezialitäten
Cirò Marina hat Anteil am DOC-Weinanbaugebiet Cirò.

## Mafia
Der ehemalige Bürgermeister Roberto Siciliani wurde im Zuge der Ermittlungen der Operazione Stige vom Kassationshof rechtskräftig für 8 Jahre verurteilt. Ihm wird vorgeworfen er hat Verbindungen zum Farao-Marincola-Clan.

## Persönlichkeiten
- Giuseppe Gangale (* 7. Màrz 1898 in Cirò Marina; † 13. Mai 1978 in Muralto), Lektor für Italienisch und Rätoromanisch an den Universitäten Aarhus und Kopenhagen[3]